# Лурська Вікіпедія
Лурська Вікіпедія — розділ Вікіпедії лурською мовою. Створена у 2015 році. Лурська Вікіпедія станом на 27 березня 2025 року містить 1 статтю, 5045 зареєстрованих користувачів, 2 активних дописувачів, 1 адміністратора
. Загальна кількість сторінок в лурській Вікіпедії — 240, редагувань — 140 074, мультимедійні файли відсутні
. Глибина (рівень розвитку мовного розділу) лурської Вікіпедії дуже велика і становить аж 33338195.6 пунктів
. 

## Історія
- Січень 2016 — створена 5 000-на стаття[3].